# Centro de Pesquisa, Inovação e Difusão em Neuromatemática
O Centro de Pesquisa, Inovação e Difusão em Neuromatemática (abreviado CEPID NeuroMat, também conhecido apenas por NeuroMat) é um centro universitário de pesquisa científica, estabelecido em 2013 no Instituto de Matemática e Estatística da Universidade de São Paulo, com objetivo de desenvolver e aplicar o projeto de neuromatemática, através da modelagem matemática no estudo do funcionamento do cérebro e análise de dados neurobiológicos, sob coordenação do matemático Antonio Galves com financiamento da Fundação de Amparo à Pesquisa do Estado de São Paulo (FAPESP).
O CEPID NeuroMat reúne pesquisadores em matemática, ciência da computação, estatística, neurociência, biologia, física e comunicação, entre outros, de universidades brasileiras e estrangeiras. O projeto se embasa na ideia de que a neurociência desenvolveu ferramentas para gerar bases de dados a partir de recursos experimentais, mas não tem o quadro conceitual adequado para analisá-la, usando a matemática para conectar tais dados observados e análises mais abstratas.
O NeuroMat também é um centro de pesquisa que defende o conhecimento livre e a ciência aberta.

## História
Em 1998, a FAPESP iniciou um programa de financiamento de centros de excelência com foco em pesquisa, inovação e difusão (CEPID). No ano 2000, um edital criou os primeiros 10 centros, com duração prevista de 11 anos, de 2001 a 2013. Um segundo edital começou a seleção de projetos em 2011. Os 17 CEPIDs aprovados no segundo edital, com um investimento previsto de 1,4 bilhão de reais ao longo de todo o período de financiamento, foram anunciados pela Fundação em 2013, e, entre eles, foi criado o CEPID NeuroMat.

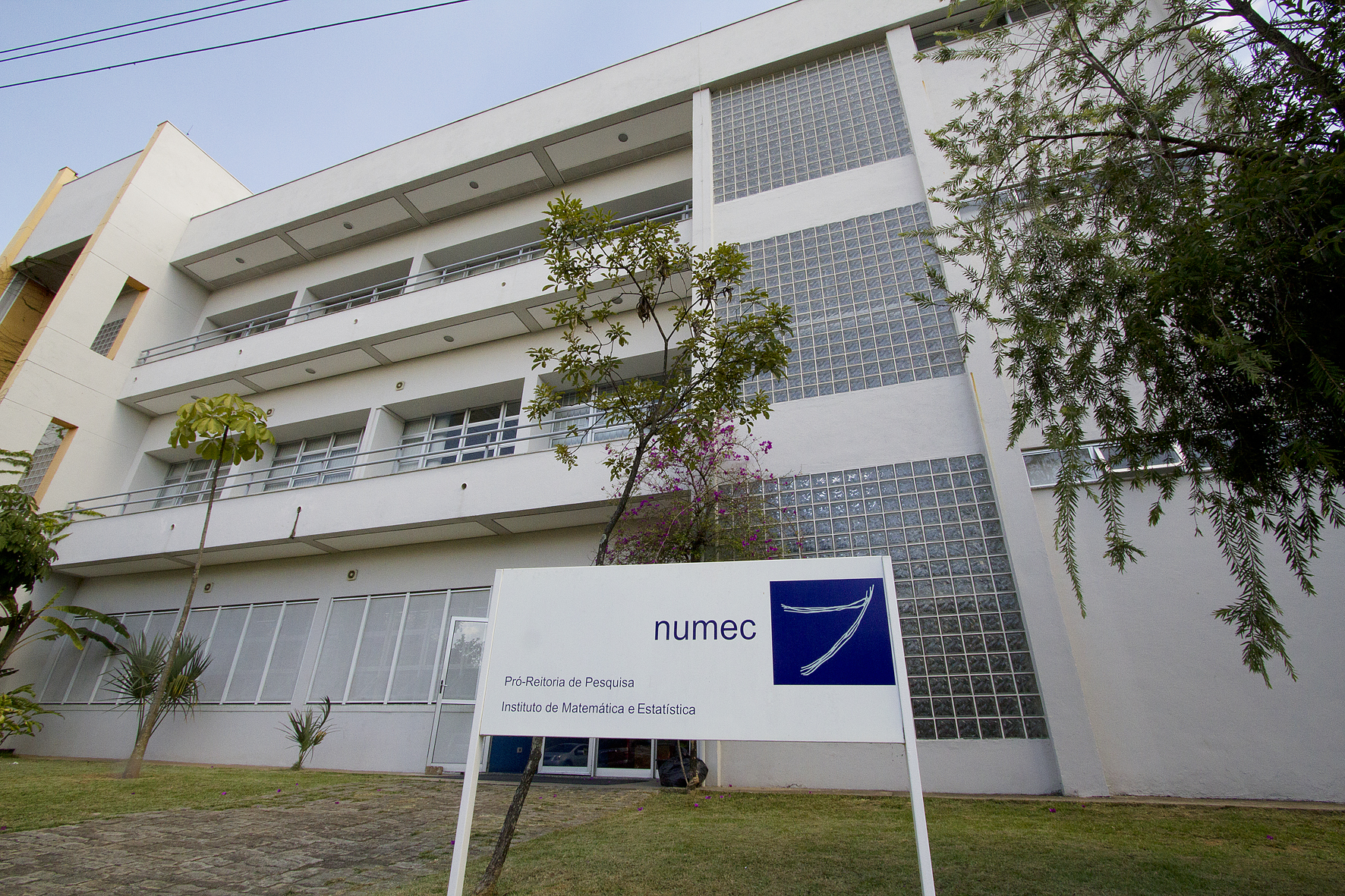
Sede do NeuroMat na Universidade de São Paulo, em São Paulo

O NeuroMat foi então instalado no prédio do Núcleo de Apoio à Pesquisa em Modelagem Estocástica e Complexidade (NUMEC), no Instituto de Matemática e Estatística da Universidade de São Paulo, sob a direção do matemático Antonio Galves, professor do Departamento de Estatística do instituto. Entre outros membros de destaque à época da criação do centro estão os pesquisadores Ernst Hamburger, Jorge Stolfi, e Yoshiharu Kohayakawa.

### Relações com outras instituições

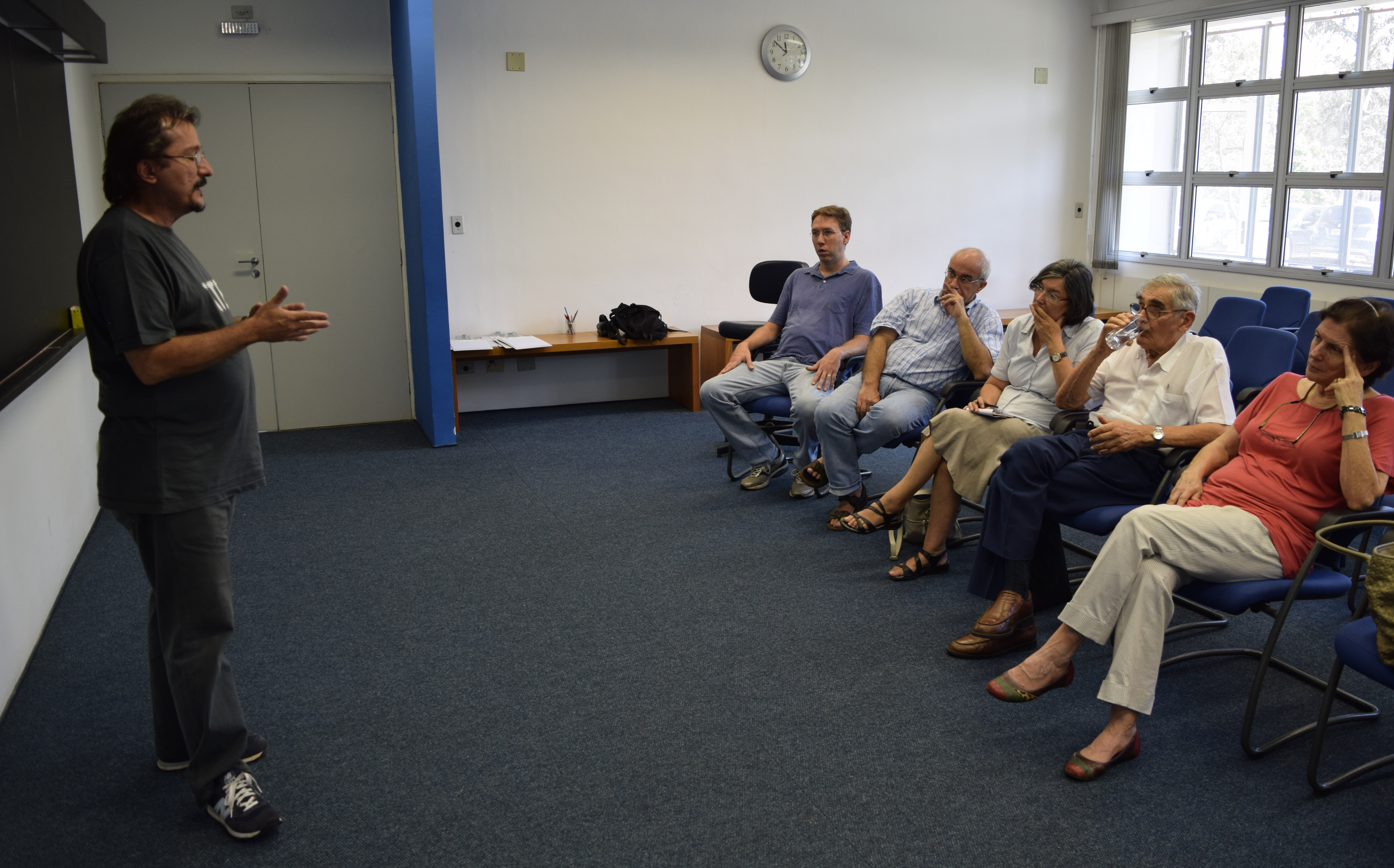
Reunião da equipe de difusão científica do NeuroMat, na Universidade de São Paulo, em São Paulo, em janeiro de 2015.

O NeuroMat reúne pesquisadores e instituições associadas de diversas universidades brasileiras, como Universidade de São Paulo, Universidade Federal do Rio de Janeiro, Universidade Federal do ABC, Universidade Estadual de Campinas, Universidade Federal do Rio Grande do Norte, Universidade Federal de Ouro Preto e Instituto Nacional de Matemática Pura e Aplicada. e internacionais, como a Princeton University, a Harvard Medical School, a Rockefeller University e o Thomas J. Watson Research Center dos Estados Unidos, a Universidad de San Andrés e a Universidad de Buenos Aires da Argentina, o Centre National de la Recherche Scientifique da França, a Sapienza Università di Roma da Itália, a Universidad de la Republica do Uruguai e a Universiteit Utrecht da Holanda.
Como parte da exigência para ser um CEPID, o centro possui um comitê científico internacional, responsável por avaliar o trabalho realizado no segundo, quarto e sétimo ano do centro. Entre os membros do comitê do CEPID NeuroMat estão cientistas como Béla Bollobás. O objetivo do comitê é garantir a qualidade da contribuição científica e dar mais visibilidade às pesquisas.

## Produção científica
A produção dos CEPIDs tem foco em pesquisa de ciência de ponta, transferência de tecnologia e difusão do conhecimento. Para o caso do CEPID NeuroMat, isso envolve:

### Publicações acadêmicas
As publicações científicas ligadas ao NeuroMat estão presentes em diversas revistas e jornais acadêmicos de relevância, como a PLOS ONE, publicada pela Public Library of Science, a Scientific Report, ligada à revista Nature, a Journal of Statistical Physics, da Springer, e outros, abordando dimensões variadas da neuromatemática, tanto teóricas quanto aplicadas e técnicas, como estatística, neurologia, psicologia e psiquiatria.
Uma das contribuições do CEPID NeuroMat foi a introdução de uma nova classe de processos estocásticos para modelar redes neuronais, o modelo Galves-Löcherbach.

### Transferência de tecnologia
Entre os trabalhos de transferência do CEPID NeuroMat, destaca-se o Neuroscience Experiments System (ou NES) um software livre para criar e gerenciar um banco de dados de neurociências de acesso público, incluindo medidas fisiológicas e avaliações funcionais. O NES permite armazenar dados clínicos e avaliações médicas de diferentes pesquisas, mantendo a privacidade dos voluntários. A construção desse banco de dados é feita por cientistas da computação do IME-USP e da UFOP e neurocientistas da UFRJ, e está em fase de implementação como projeto-piloto no Instituto de Neurologia Deolindo Couto, no Rio de Janeiro. O banco de dados é de acesso livre, ligado ao foco na ciência aberta do centro.

### Difusão científica
O trabalho de difusão do NeuroMat trabalha tanto em formação, quanto de comunicação. Especificamente na comunicação, o NeuroMat trabalha com o uso da Wikipédia na difusão científica.
Pesquisadores ligados ao CEPID NeuroMat participam de eventos ligados ao desenvolvimento da ciência, tanto como expositores, palestrantes, e organizadores, que levam o centro a ser também sede de alguns destes eventos.
Além disso, membros do NeuroMat também trabalham junto a museus, tanto realizando a curadoria de exposições especiais, como no Museu do Amanhã, como também apoiando a difusão de acervos, com na parceria com o Museu de Anatomia Veterinária.